# Deliochus idoneus
Espèce
Synonymes
- Epeira idonea Keyserling, 1887

Deliochus idoneus est une espèce d'araignées aranéomorphes de la famille des Araneidae.

## Distribution
Cette espèce est endémique d'Australie. Elle se rencontre au Queensland, en Nouvelle-Galles du Sud, dans le Territoire de la capitale australienne, au Victoria, en Tasmanie et dans le Sud-Ouest de l'Australie-Occidentale.

## Description
La femelle holotype mesure 11,2 mm.
Le mâle décrit par Kallal et Hormiga en 2018 mesure 5,32 mm et la femelle 9,67 mm, les mâles mesurent de 3,77 à 5,32 mm et les femelles de 7,94 à 10,54 mm.

## Systématique et taxinomie
Cette espèce a été décrite sous le protonyme Epeira idonea par Keyserling en 1887. Elle est placée dans le genre Deliochus par Kallal et Hormiga en 2018.

## Publication originale
- Keyserling, 1887 : Die Arachniden Australiens. Nürnberg, vol. 2, p. 153-232 (texte intégral).